# UBSアリーナ
UBSアリーナ（ユービーエスアリーナ）は、アメリカ合衆国のニューヨーク州エルモントにある屋内アリーナ。NHLのニューヨーク・アイランダースの本拠地。UBSが命名権を取得した。
2021年11月20日に完成し、翌21日にこけら落としでアイランダース対トロント・メープルリーフス戦が行われた。